# کارلوس کالی
کارلوس کالی (انگلیسی: Carlos Caloi؛ زادهٔ ۱۱ فوریهٔ ۱۹۸۷) بازیکن فوتبال اهل اسپانیا است.